# Institut français Stuttgart

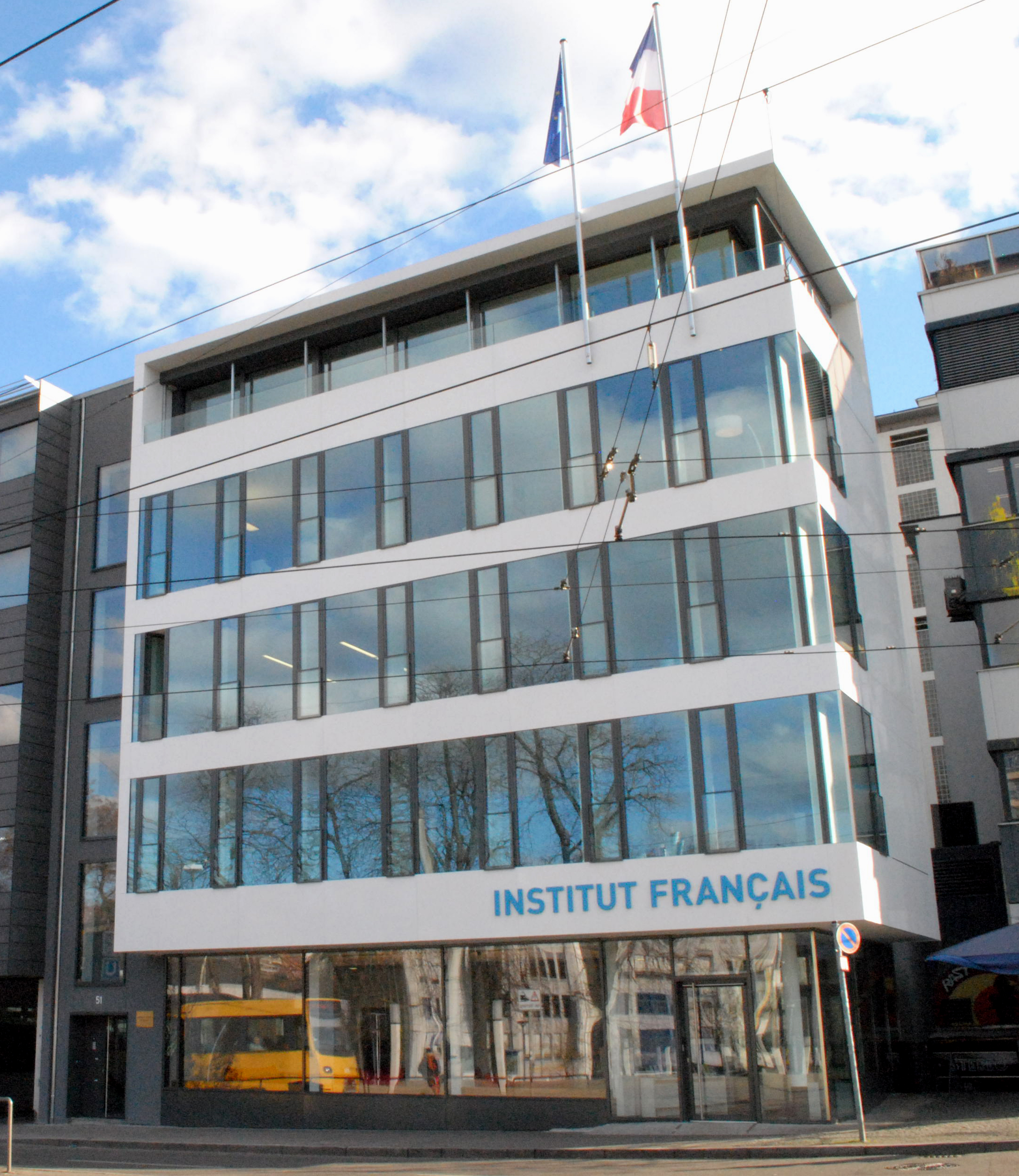
Das Institut français am Berliner Platz.

Institut français Stuttgart

Das Institut français Stuttgart wurde 1949 auf Beschluss des französischen Generalkonsulats als Centre d’Etudes Françaises de Stuttgart eröffnet. Das Institut français sollte dem Aufbau des französischen Kulturnetzes in Deutschland dienen. Ziel dabei war einerseits, in Baden-Württemberg das Erlernen der französischen Sprache und die Entdeckung der französischen Kultur zu fördern. Andererseits sollten die Beziehungen zwischen den beiden Ländern im universitären und wissenschaftlichen Bereich ausgebaut werden.

## Geschichte
Am 20. April 1951 feierte André François-Poncet, französischer Hoher Kommissar, die Eröffnung des Instituts. Seit seiner Gründung wird das Institut von einer deutschen Stiftung unterstützt, die ihm eine Villa in der Diemershaldenstraße zur Verfügung stellte. Nach 60 Jahren französischer Kultur an der Gänsheide wurde gemeinsam mit der Stiftung des Institut français Stuttgart, der französischen Botschaft, dem Land Baden-Württemberg und der Landeshauptstadt Stuttgart ein Umzug in die Innenstadt beschlossen, um der französischen Kultur einen angemessenen Präsentationsrahmen und eine gesteigerte Sichtbarkeit zu gewährleisten. Seit November 2013 befindet sich das Institut français am Berliner Platz im Zentrum Stuttgarts.
Im September 2006 schlossen sich das französische Generalkonsulat und das Institut zusammen. Das Amt des Generalkonsuls und des Leiters des Instituts wurden in einem Posten vereint. Die Ziele des Instituts sind nun weiter gefasst: Neben dem kulturellen, sprachlichen und universitären Dialog stehen nun auch wirtschaftliche und politische Beziehungen auf dem Programm.

### Leiter
- 1951–1953: René Cheval
- 1953–1959: René Derré
- 1965–1971: André Brillaz
- 1971–1977: Gehring Gilbert
- 1977–1983: Jacques Gontier
- 1983–1988: Jean Baptiste Joly
- 1988–1994: René Lacombe
- 1994–1998: Jean-François Ramon
- 1998–2000: Jean-Louis Poitevin
- 2000–2002: Nicole Otto
- 2002–2005: Bernard Bessières
- 2006–2010: Christian Dumon
- 2010–2014: Michel Charbonnier
- 2014–2018: Nicolas Eybalin
- seit 2018: Catherine Veber

## Aufgaben

### Kulturarbeit

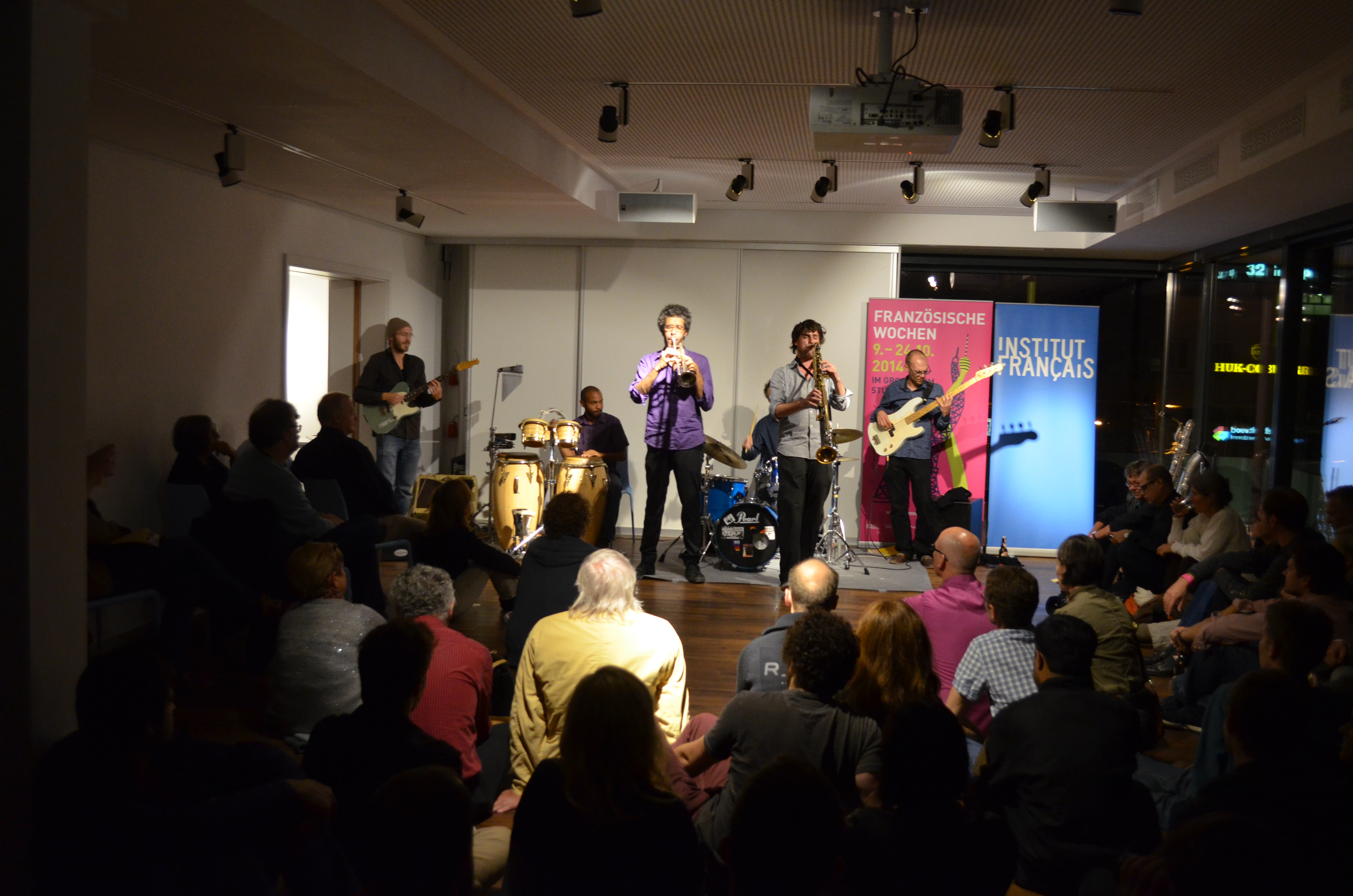
Die französische Band „Arat Kilo“ während der StuttgartNacht 2014 im Institut français

Mit 80 bis 100 Veranstaltungen pro Jahr in den eigenen Räumlichkeiten oder in Zusammenarbeit mit den Hauptakteuren und -institutionen aus Stadt und Region verbreitet das Institut die zeitgenössische französische Kultur und fördert den deutsch-französischen Austausch in verschiedenen Bereichen. Mit seinem Programm werden jährlich über 30.000 Personen erreicht.
Seit seiner Gründung hat das Institut die großen Namen der französischen Kultur empfangen. Der Einladung des Instituts sind Schriftsteller wie Alain Robbe-Grillet oder Michel Houellebecq, Musiker wie Francis Poulenc oder Juliette Gréco, Intellektuelle wie Elisabeth Badinter Marguerite Duras sowie Schauspieler wie Jean-Louis Trintignant gefolgt.
Seit Ende der 1980er Jahre liegt der Programmschwerpunkt auf den Bildenden Künsten und dem intellektuellen Austausch. Die Ausstellungsreihe „Retour de Paris“ bietet den Stipendiaten des Landes Baden-Württemberg seit 1986 die Möglichkeit, ihre während ihres Aufenthaltes an der Cité Internationale des Arts in Paris realisierten Arbeiten zu präsentieren. Das Institut organisiert außerdem regelmäßig mit dem IZKT der Universität Stuttgart, dem Institut in Ludwigsburg sowie dem Literaturhaus Stuttgart Begegnungen und Debatten zu politischen, sozialen, wirtschaftlichen und literarischen Fragen.
Den Höhepunkt des Programms bilden jeden Herbst die Französischen Wochen, deren Koordinierung das Institut im Jahr 2010 übernahm. Mit 70 bis 100 Veranstaltungen, organisiert in Zusammenarbeit mit über 50 Institutionen, Vereinen und Künstlern, geben sie dem deutsch-französischen Dialog eine bedeutende Plattform im Großraum Stuttgart.

### Mediathek – Informationszentrum für französische Aktualität

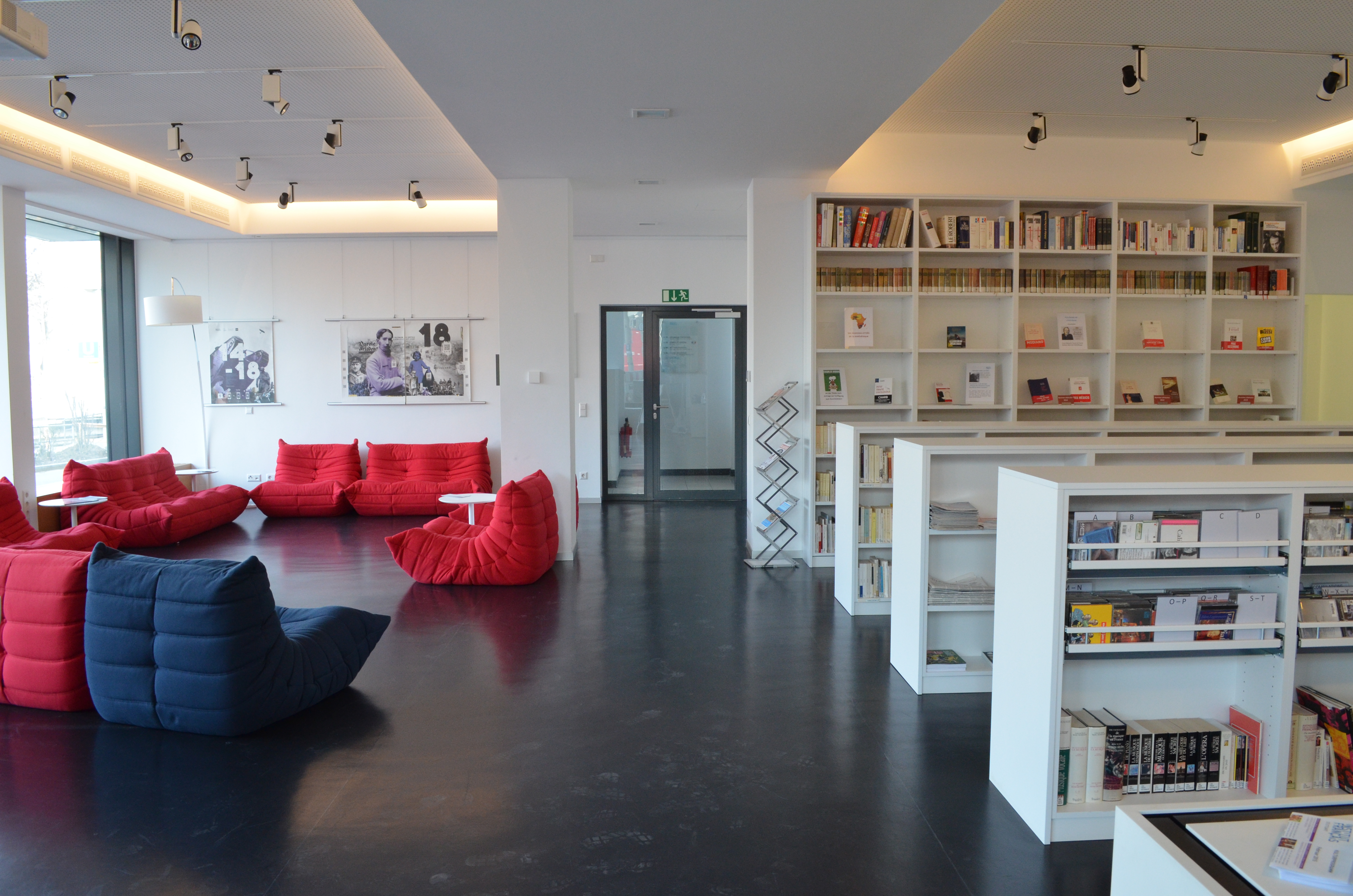
Die Mediathek des Institut français Stuttgart

Die Mediathek bietet ihren Besuchern über 4.000 Medien, bestehend aus Werken der zeitgenössischen Literatur, der Kinder- und Jugendliteratur, aktuellen Comics, Zeitschriften und Filmen sowie einer spezialisierten Bibliothek für Französischlernende.
Über alle Generationen hinweg können Familien und Schüler regelmäßig Schriftstellern begegnen, Lesungen beiwohnen oder sich über Frankreich und das Studium an französischen Universitäten informieren (Pôle Campus France).

### Sprachkurse
Französischkurse anzubieten ist eine der wichtigsten Aufgaben des Instituts. Ein Team qualifizierter Lehrkräfte geht auf die Nachfrage nach allgemeinem und fachbezogenem Französischunterricht von Privatkunden (Schüler und Erwachsene) und Firmen ein. Alle Sprachkurse des Institut français Stuttgart entsprechen dem europäischen Referenzrahmen für Fremdsprachen.
Für Privatpersonen hält das Institut eine Angebotspalette von Einzel- und Gruppenunterricht bereit: Grund-, Intensiv- und Crash-Kurse, thematische Kurse sowie Abiturvorbereitungskurse. Das Institut français Stuttgart bietet Unternehmen die Möglichkeit, die Sprache ihrer französischen Geschäftspartner zu beherrschen, sowie ihr Profil zu schärfen.
Das Institut ist Prüfungszentrum für die international anerkannten DELF- und DALF-Diplome im Regierungsbezirk Stuttgart sowie der Diplome der Industrie- und Handelskammer Paris (CCIP).

### Französisch in den Schulen
Der Sprachreferent hat die Aufgabe, in enger Zusammenarbeit mit den deutschen Behörden die französische Sprache in den Grundschulen und weiterführenden Schulen in Baden-Württemberg und im Saarland zu fördern. Das Ziel ist dabei vor allem, das Erlernen der französischen Sprache durch innovative pädagogische Projekte, wie beispielsweise Cinéfête, Prix des  lycéens allemands etc. und durch Lehrerfortbildung voranzutreiben. Zudem treffen die jungen Referenten von France Mobil jährlich über 14.000 Schüler in den Schulen in Baden-Württemberg. Mit pädagogischen Hilfsmitteln besuchen die Referenten Schulklassen, um das Interesse der Schüler für die französische Sprache zu wecken. Auch erwerben Jahr für Jahr ca. 5000 Schüler in Baden-Württemberg ein DELF-Diplom.

## Freunde des Instituts
1998 wurde die Gründung des Vereins Freunde des Institut français de Stuttgart/Les Amis de l’Institut mit dem Ziel beschlossen, die Arbeit des Instituts auch für die Zukunft zu sichern. Das Ziel der Freunde des Instituts ist es, die deutsch-französische Zusammenarbeit im Bereich der Kultur zu unterstützen, indem sie finanzielle Mittel zur Verfügung stellen und ihre innovativen Ideen einbringen. Dazu unterstützt der Verein Projekte und Veranstaltungen, sucht Spender sowie Sponsoren und betreibt die Vernetzung mit den Partnern.